# Kell Areskoug
Johan „Kell” Kellgren Areskoug (ur. 18 sierpnia 1906 w Jönköping, zm. 21 grudnia 1996 w Örebro) – szwedzki lekkoatleta, płotkarz i sprinter, medalista mistrzostw Europy z 1938, dwukrotny olimpijczyk.
Zajął 6. miejsce w finale biegu na 400 metrów przez płotki podczas igrzysk olimpijskich w 1932 w Los Angeles, a w biegu na 400 metrów odpadł w przedbiegu. Na igrzyskach olimpijskich w 1936 w Berlinie odpadł w eliminacjach biegu na 400 metrów przez płotki.
Zdobył brązowy medal w biegu na 400 metrów przez płotki na mistrzostwach Europy w 1938 w Paryżu.
Był mistrzem Szwecji w biegu na 400 metrów przez płotki w latach 1931, 1933 i 1935-1938.
Jego rekord życiowy w 400 metrów przez płotki wynosił 53,2 s i pochodził z półfinału igrzysk olimpijskich w Los Angeles 31 lipca 1932.